# Stellionat
Concept juridique recouvrant sous ses termes l'aliénation du bien d'autrui ou la constitution d'une hypothèque sur le bien d'autrui, ou, lors d'une vente, le fait de cacher à l'acquéreur l'existence d'une hypothèque grévant l'immeuble. Le stellionat est un délit civil sanctionné par la nullité de l'opération.